# Municipio de Running Lake
El municipio de Running Lake (en inglés: Running Lake Township) es un municipio ubicado en el condado de Randolph en el estado estadounidense de Arkansas. En el año 2010 tenía una población de 207 habitantes y una densidad poblacional de 3,08 personas por km².

## Geografía
El municipio de Running Lake se encuentra ubicado en las coordenadas 36°18′29″N 90°52′49″O / 36.30806, -90.88028. Según la Oficina del Censo de los Estados Unidos, el municipio tiene una superficie total de 67.29 km², de la cual 66,31 km² corresponden a tierra firme y (1,45 %) 0,97 km² es agua.

## Demografía
Según el censo de 2010, había 207 personas residiendo en el municipio de Running Lake. La densidad de población era de 3,08 hab./km². De los 207 habitantes, el municipio de Running Lake estaba compuesto por el 96,14 % blancos, el 1,93 % eran amerindios, el 1,45 % eran de otras razas y el 0,48 % eran de una mezcla de razas. Del total de la población el 1,45 % eran hispanos o latinos de cualquier raza.